# Krumë
Krumë é uma cidade e município (em albanês:  bashkia) da Albânia. É a capital do distrito de Has na prefeitura de Kukës.